# Carrión de los Céspedes (kommunhuvudort)
Carrión de los Céspedes är en kommunhuvudort i Spanien.   Den ligger i provinsen Provincia de Sevilla och regionen Andalusien, i den sydvästra delen av landet, 400 km sydväst om huvudstaden Madrid. Carrión de los Céspedes ligger 99 meter över havet och antalet invånare är 2 285.
Terrängen runt Carrión de los Céspedes är platt. Runt Carrión de los Céspedes är det ganska tätbefolkat, med 120 invånare per kvadratkilometer. Närmaste större samhälle är Pilas, 7,8 km söder om Carrión de los Céspedes. Trakten runt Carrión de los Céspedes består till största delen av jordbruksmark.